# 塔特納爾號驅逐艦 (DD-125)
塔特納爾號驅逐艦（舷號DD-125）是一艘美國海軍建造的驅逐艦，為維克斯級驅逐艦的51號艦。她是美軍第一艘以塔特納爾為名的軍艦，以紀念美國內戰時期的海軍軍官約西亞·塔特納爾（Josiah Tattnall）。
塔特納爾號在1917年於紐約造船廠開始建造，在1918年下水，於1919年服役，其時第一次世界大戰已經結束。接著塔特納爾號分別在地中海及太平洋執勤，於1922年退役。1930年塔特納爾號重新服役，並用作訓練艦。第二次世界大戰爆發後，塔特納爾號先留在近海護航軍艦，在1943年改裝為高速運輸艦。接著塔特納爾號曾運輸盟軍佔領皮亞諾薩島，以及在地中海進行護航。意大利戰事結束後，塔特納爾號調到太平洋戰區，並參與沖繩戰役。1945年塔特納爾號退役除籍，並在1946年出售拆解。
塔特納爾號在第二次世界大戰共獲三枚戰鬥之星。